# Krähenbeißer
Krähenbeißer (Krajebieter) nannte man die Fischer der Kurischen Nehrung, die im Herbst beim Vogelzug mit Netzen Krähen fingen.
Gefesselte, zahme oder vor kurzem gefangene Vögel und ausgeworfene Fischabfälle lockten die Krähenzüge an. Das im Sand getarnte Schlagnetz wurde von einer kleinen Reisighütte aus bedient. An einem guten Zugtag konnten mehr als 60 Krähen gefangen werden. Ein Biss in die Schädeldecke ließ sie sofort verenden. Sie wurden  eingepökelt und dienten als Winternahrung. Die „Nehrungstauben“ wurden auch an große Gaststätten und Hotels verkauft und erschienen als Delikatesse unter ihrem eigenen Namen auf der Speisekarte. Im Königsberger Hotel „Continental“ gab es noch bis in den Zweiten Weltkrieg hinein Nebelkrähen als Spezialität des Hauses.